# Alison Harcourt
Alison Grant Harcourt (Colac, Australia, 24 de noviembre de 1929), nacida Alison Grant Doig, es una matemática australiana más conocida por co-definir el algoritmo de ramificación y poda junto con Ailsa Land mientras investigaba en la London School of Economics .

## Biografía

### Educación
Harcourt nació como Alison Doig en Colac, Victoria, en 1929. Su padre era Keith Doig, un médico y futbolista australiano que recibió la Cruz Militar durante la Primera Guerra Mundial. Su tío materno era el físico australiano Kerr Grant.
Fue educada en la escuela estatal de Colac West, en la escuela secundaria de Colac y en la escuela de niñas de Fintona. Después de su educación escolar, se matriculó en la Universidad de Melbourne, obtuvo una licenciatura en artes con especialización en matemáticas y luego una licenciatura en ciencias con especialización en física. Mientras se especializaba en estadística realizando un máster en artes, desarrolló una técnica para la programación lineal entera.

### Trayectoria profesional
Sobre la base de su trabajo en programación lineal, comenzó a trabajar en la London School of Economics (LSE) a finales de los años cincuenta. En 1960, Doig y su colega matemática LSE Ailsa Land, publicaron un artículo histórico en la revista económica Econometrica («Un método automático para resolver problemas de programación discretos»), que describía un algoritmo de 
optimización de rama y límite para resolver problemas NP-difíciles. El algoritmo tiene aplicaciones en muchos campos, incluida la logística de transporte y la optimización del ángulo del haz en el tratamiento de radioterapia.
En 1963, Doig regresó a Melbourne, donde asumió el cargo de profesora titular de estadística en la Universidad de Melbourne.
A mediados de la década de 1960, se unió a un equipo encabezado por el sociólogo Ronald Henderson, que intentaba cuantificar el alcance de la pobreza en Australia . El equipo desarrolló la Línea de Pobreza Henderson en 1973, que era el ingreso disponible requerido para cubrir las necesidades básicas de una familia de dos adultos y dos niños dependientes. Las técnicas desarrolladas por el equipo de Henderson han sido utilizadas por el Instituto de Investigación Económica y Social Aplicada de Melbourne para actualizar regularmente la línea de pobreza para Australia desde 1979.
En 1970, Harcourt tomó una licencia de estudio en Suecia, donde fue coautora de dos artículos sobre química teórica: «Una simple demostración de la Regla de Hund para los estados 2S y 2P de helio» y «Funciones de onda para la unión de 4 electrones en 3 centros», —con su marido, el químico Richard Harcourt—.
En 1975, tras la destitución del gobierno de Whitlam, Harcourt y su compañero estadístico Malcolm Clark notaron irregularidades en la distribución de los pedidos del partido en las papeletas de votación del Senado para la elección federal 1975 que fue determinada por medio de sobres dibujo de una caja, con los  partidos de la coalición que sostiene una de las dos primeras posiciones en cada estado. Harcourt y Clark hicieron una presentación al Comité Selecto Conjunto sobre Reforma Electoral, que resultó en una enmienda de 1984 a la Ley Electoral del Commonwealth para introducir un método de asignación al azar doble más riguroso. Harcourt y Clark publicaron un artículo sobre su análisis y recomendaciones para la Australian & New Zealand Journal of Statistics en 1991.
Harcourt se retiró como académica de la Universidad de Melbourne en 1994, pero continúa trabajando allí como tutor de sesión en estadística.
En octubre de 2018, Harcourt fue nombrada como el «Australiano victoriano senior del año 2019». A principios de diciembre de 2018, la Universidad de Melbourne le otorgó un doctorado honorario en ciencias.